# Withybrook
Withybrook – wieś i civil parish w Anglii, w hrabstwie Warwickshire, w dystrykcie Rugby. Leży 25 km na północny wschód od miasta Warwick i 135 km na północny zachód od Londynu. W 2011 roku civil parish liczyła 242 mieszkańców. W obszar civil parish wchodzi także Hopsford.